# Try Bennett
Try Anthony Bennett Grant (né le 5 août 1975 à San José au Costa Rica) est un joueur de football international costaricien, qui évoluait au poste de défenseur, avant de devenir entraîneur.

## Biographie

### Carrière en sélection
Avec l'équipe du Costa Rica, il joue 24 matchs (pour un but inscrit) entre 2002 et 2007. Il figure notamment dans le groupe des sélectionnés lors de la Gold Cup de 2003.
Il participe également à la Copa América de 2004.